# Wehrkreis XIII (Nürnberg)

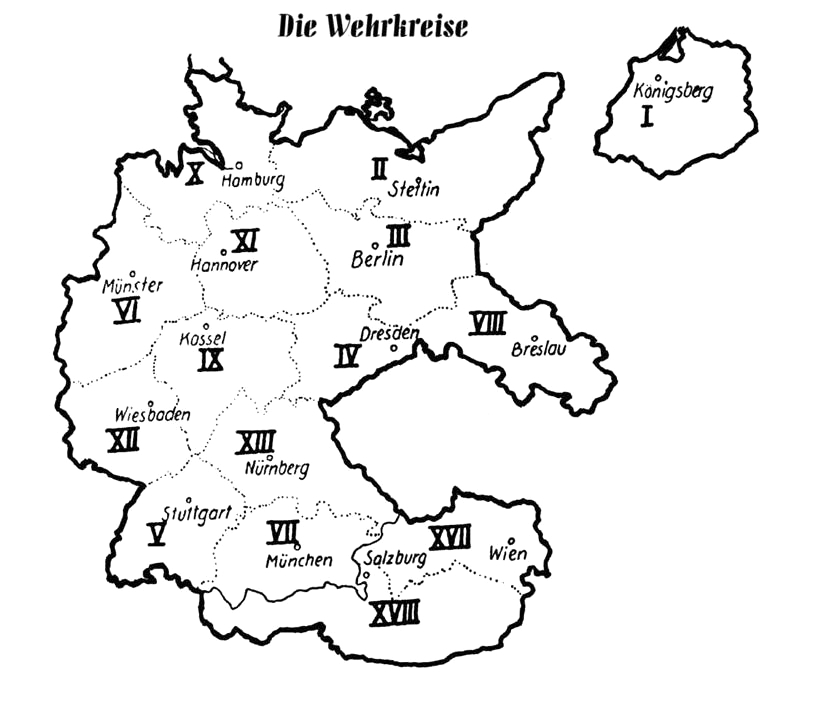
Die Wehrkreise des Deutschen Reiches nach dem Anschluss Österreichs

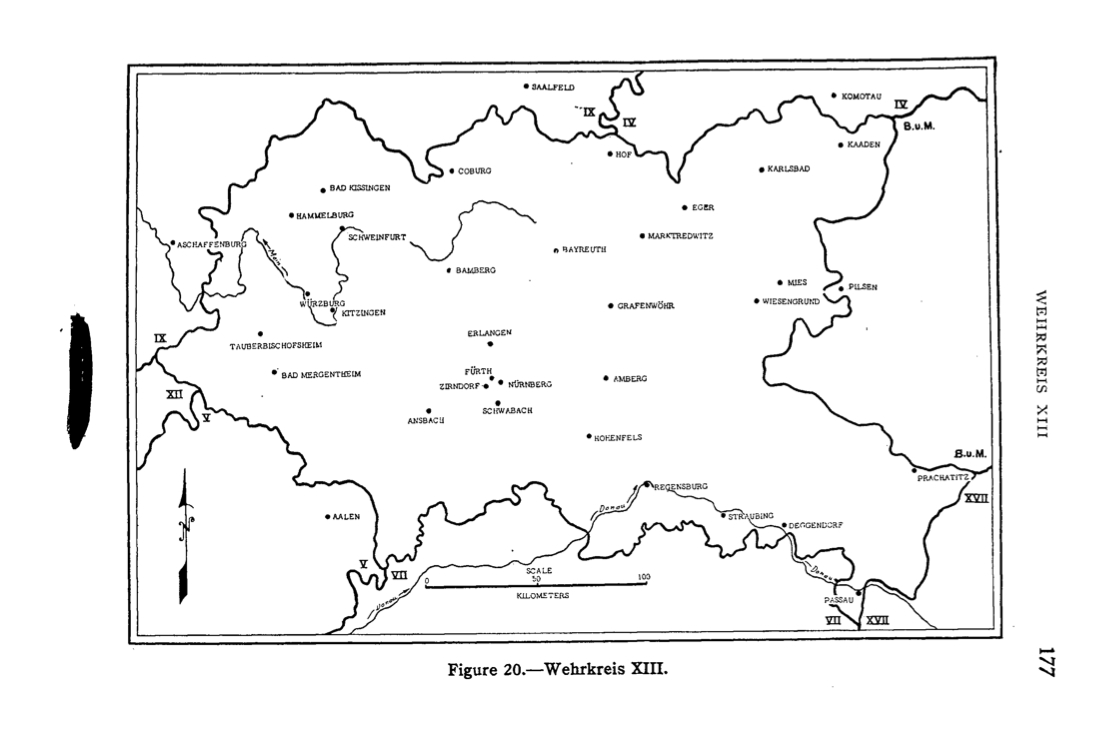
Karte des Wehrkreises XIII

Der Wehrkreis XIII (Nürnberg) war eine territoriale Verwaltungseinheit der Wehrmacht während der Zeit des nationalsozialistischen Deutschen Reiches und bestand von 1937 bis 1945. Er wurde durch Abtrennung vom bisherigen Wehrkreis VII (München) gebildet und erhielt zusätzlich Gebiete, die bisher zum Wehrkreis V gehört hatten. Dem Wehrkreis oblag die militärische Sicherung der Regierungsbezirke Oberfranken, Mittelfranken, Niederbayern und Oberpfalz, von Teilen Mainfrankens, Württembergs und Badens sowie ab 1938 auch des Regierungsbezirks Eger (Sudetenland) sowie die Ersatzgestellung und Ausbildung von Personal für das Heer in diesem Gebiet. Der Wehrkreis umfasste drei Wehrersatzbezirke (Nürnberg, Regensburg und Eger). Das Hauptquartier befand sich in Nürnberg.

## Befehlshaber
Die Befehlshaber des Wehrkreises XIII waren:
- Maximilian Freiherr von Weichs 1937–1939
- Friedrich von Cochenhausen 1939–1942
- Mauritz von Wiktorin 1942–1944
- Karl Weisenberger 1944–1945